# Anatolij Bibilov
Anatolij Il’ič Bibilov (in georgiano ანათოლიჯ ბიბილვ?; in russo Анатолий Ильич Бибилов?; Tskhinvali, 6 febbraio 1970) è un generale e politico georgiano de facto sudosseto, quarto Presidente dell'Ossezia del Sud dal 21 aprile 2017 al 24 maggio 2022.

## Biografia
Bibilov è nato a Tskhinvali, capoluogo dell'oblast' autonoma sudosseta della RSS Georgiana nel 1970, in una famiglia operaia. ha studiato a Tbilisi nel collegio "K.N. Leselidze" con uno studio approfondito della lingua russa e una migliore formazione fisico-militare. Dopo essersi diplomato venne assegnato alla 76ª Divisione aviotrasportata. Incluso nel battaglione consolidato di peacekeeper in Ossezia del Sud 
Bibilov sostiene l'adesione dell'Ossezia del Sud alla Russia e ha chiesto un referendum sulla questione. 

## Sanzioni
Nel novembre 2024 il Regno Unito ha imposto sanzioni contro Bibilov in quanto "è o è stato coinvolto nella destabilizzazione dell'Ucraina e la sua integrità territoriale".

## Onorificenze

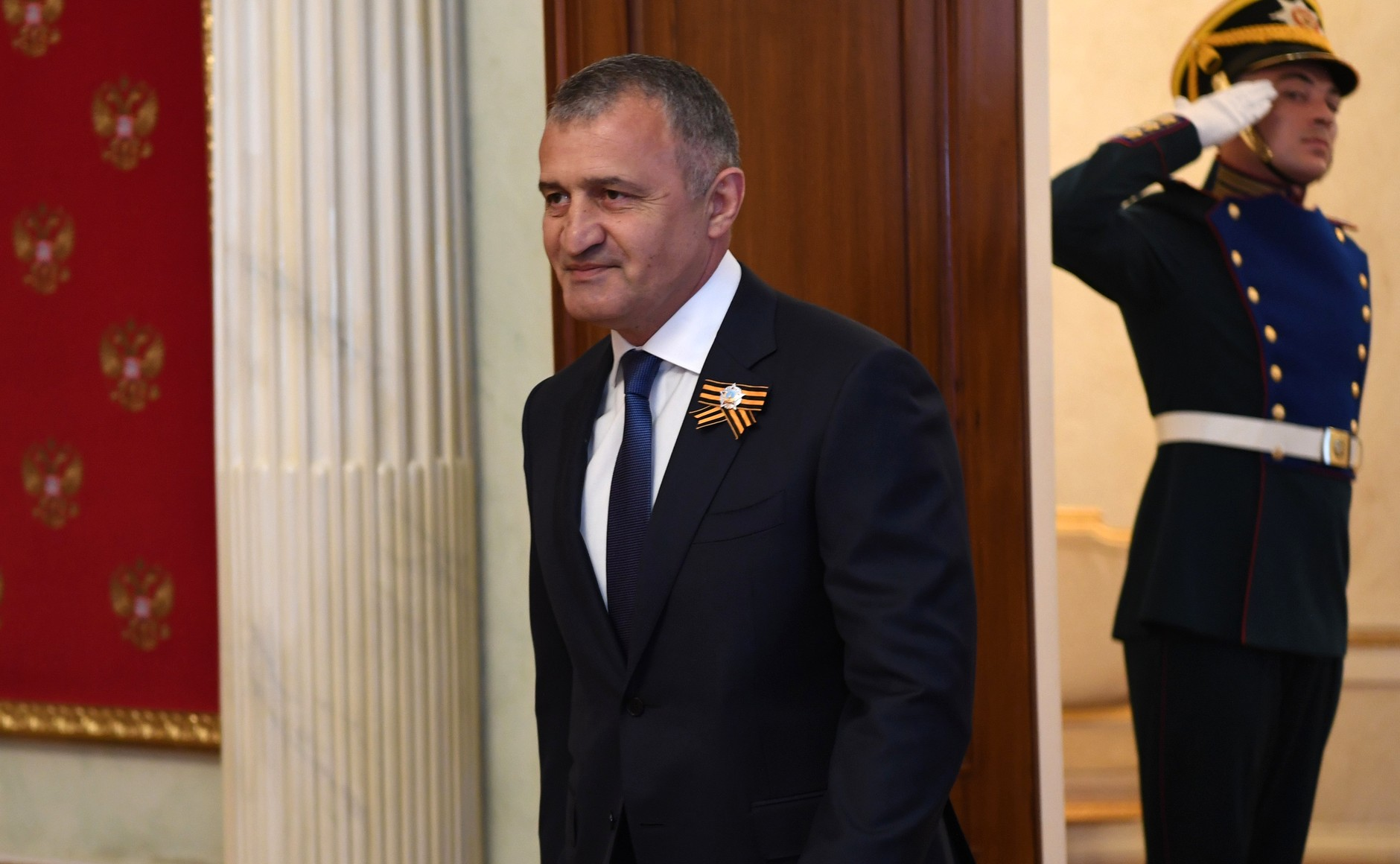
Binilov viene ricevuto al Cremlino nel 2020